# Флорес, Сильвия
Си́львия Сари́та Фло́рес (англ. Sylvia Sarita Flores, около 1951, Дангрига — 6 декабря 2022) — белизский политик и педагог. Она была первой женщиной, ставшей спикером Палаты представителей и исполняющей обязанности премьер-министра Белиза.

## Ранние годы
Дочь Эвелин Авила и Сантоса Флореса, Сильвия родилась в Дангриге и была воспитана отчимом Бернардом Рисом. Она преподавала испанский язык в средней школе в Дангриге. Затем она получила степень бакалавра экономики и политологии в Хантер-колледже в Нью-Йорке. Она вернулась в Белиз и в 1983 году была назначена мировым судьёй. В 1988 году Флорес стала первой женщиной-мэром Дангриги, проработав два срока.

## Карьера
Флорес была спикером Палаты представителей с 1998 по 2001 год и была председателем Сената с 2001 по 2003 год. В 2003 году Флорес была избрана представителем Дангриги; она была назначена министром обороны и национального управления по чрезвычайным ситуациям. В 2005 году она была назначена министром человеческого развития и по делам женщин. Уйдя из политики, она вернулась к преподаванию.
В 2013 году посольство США в Белизе назвало её Женщиной года.

## Личная жизнь и смерть
Флорес страдала диабетом, и её здоровье ещё больше ухудшилось после инсульта. Она умерла 8 декабря 2022 года в возрасте 71 года.